# Paul Pieper
Paul Friedrich Adolf Pieper (* 4. März 1912 in Detmold; † 24. August 2000 in Münster) war ein deutscher Kunsthistoriker.

## Leben und Wirken
Paul Pieper wurde 1936 an der Universität Bonn bei Paul Clemen und Alfred Stange mit einer Arbeit über die methodischen Möglichkeiten der Kunstgeographie promoviert.
Pieper war seit 1935 zunächst Volontär, später Kustos und von 1972 bis 1977 Direktor des Westfälischen Landesmuseums für Kunst und Kulturgeschichte in Münster. 1954 ersteigerte er bei einer Auktion bei Sotheby’s das Familienbild des Grafen Johann II. von Rietberg des Malers Hermann tom Ring für 10.000 Pfund. Dabei überschritt er sein Limit um 4.000 Pfund. In seiner weiteren Zeit beim Landesmuseum wurden Werke von Kurt Schwitters, Otto Dix, Max Ernst, Paul Klee, Oskar Schlemmer, Hans Arp oder Wols angekauft.

## Ehrungen
Paul Pieper wurde am 26. Mai 1997 mit dem Verdienstorden des Landes Nordrhein-Westfalen ausgezeichnet.

## Schriften
in der Reihenfolge des Erscheinens
- Kunstgeographie. Versuch einer Grundlegung (= Neue deutsche Forschungen 61): Junker und Dünnhaupt, Berlin, 1936 (Dissertation).
- aus dem Nachlass von Theodor Riewerts: Die Maler tom Ring. Ludger der Ältere, Hermann, Ludger der Jüngere (= Westfälische Kunst). Deutscher Kunstverlag, München und Berlin 1955.
- Meisterwerke der gotischen Malerei Westfalens. Peters, Honnef 1956; 2. Aufl. 1965.
- mit Hermann Grochtmann: Christliche Kunst im Vest Recklinghausen. Verlag Aurel Bongers, Recklinghausen 1965.
- Beiträge zur Kunstgeschichte Westfalens. Herausgegeben von Eva Pieper-Rapp-Frick. 2 Bände. Aschendorff, Münster 2000, ISBN 3-402-05422-1 (gesammelte Aufsätze 1936 bis 2000).
- Beiträge in der Neuen Deutschen Biographie über Konrad von Soest, Hinrik Funhof, Meister des Bartholomäusaltars und Johann Koerbecke